# Wszebora
Wszebora, Świebora, Siabora, Szabora – staropolskie imię żeńskie, złożone z członu Wsze- ("wszystek, każdy, zawsze") w różnych wersjach nagłosowych, oraz członu -bora ("walczyć, zmagać się"). Mogło oznaczać "ta, która zawsze podejmuje walkę".
Wszebora po raz pierwszy została odnotowana w dokumentach w 1409, forma Świebora – w 1442, zaś Szabora||Siabora – w 1443. Zdrobnieniem od tego imienia mogła być Świechna.   
Wszebora imieniny obchodzi 21 października.
Męskie odpowiedniki: Wszebor, Wszabor, Wświebor, Świebor, Śwsiebor, Siebor, Siabor, Szabor, Szebor. 